# Stop !! Hibari-kun !
Stop !! Hibari-kun ! (ストップ!! ひばりくん!, Sutoppu!! Hibari-kun!)

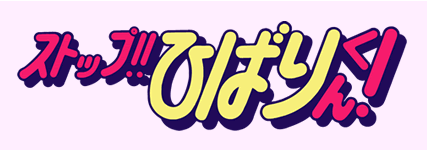
Logo.

est un shōnen manga de Hisashi Eguchi, prépublié dans le magazine Weekly Shōnen Jump entre octobre 1981 et novembre 1983 et publié par l'éditeur Shūeisha en quatre volumes reliés. La version française est éditée par Le Lézard noir en trois tomes.
Une adaptation en série télévisée d'animation de 35 épisodes produite par Toei Animation est diffusée entre mai 1983 et janvier 1984 sur Fuji Television.

## Personnages
Kōsaku Sakamoto (坂本 耕作, Sakamoto Kōsaku)
Voix japonaise : Tōru Furuya
Hibari Ōzora (大空 ひばり, Ōzora Hibari)
Voix japonaise : Satomi Majima
Ibari Ōzora (大空 いばり, Ōzora Ibari)
Voix japonaise : Jōji Yanami
Tsugumi Ōzora (大空 つぐみ, Ōzora Tsugumi)
Voix japonaise : Fumi Hirano
Tsubame Ōzora (大空 つばめ, Ōzora Tsubame)
Voix japonaise : Kyōko Irokawa
Suzume Ōzora (大空 すずめ, Ōzora Suzume)
Voix japonaise : Tomiko Suzuki
Sabu (サブ)
Voix japonaise : Norio Wakamoto
Seiji (政二)
Voix japonaise : Toku Nishio
Makoto Shiina (椎名 まこと, Shiina Makoto)
Voix japonaise : Katsuji Mori
Rie Kawai (可愛 理絵, Kawai Rie)
Voix japonaise : Hiromi Tsuru
Mitsuo Kaji (梶 みつを, Kaji Mitsuwo)
Voix japonaise : Kōzō Shioya
Kaori Hanazono (花園 かおり, Hanzono Kaori)
Voix japonaise : Seiko Nakano
Sayuri Kōenji (高円寺 さゆり, Kōenji Sayuri)
Voix japonaise : Yuriko Yamamoto

## Manga

### Genèse
Stop !! Hibari-kun ! est dessiné et scénarisé par Hisashi Eguchi. Après la fin de son manga Hinomaru Gekijō (ひのまる劇場) en 1981, Eguchi souhaite aller à contre-courant de la comédie romantique à la mode à l'époque dans les magazines de shōnen manga. Il crée pour cela une comédie romantique dans laquelle le personnage principal féminin est un homme travesti et ainsi développant une sorte d'antithèse au genre,,. Eguchi dresse le storyboard du premier chapitre en trente minutes dans un café et trouve le titre, Stop !! Hibari-kun !, en référence au manga d'Hisashi Sekiya Stop! Nii-chan (ストップ! にいちゃん). Souhaitant souligner le comique d'un personnage tel qu'Hibari, Eguchi tente de le rendre le plus séduisant possible, se rendant compte que les gags n'en seraient que plus efficaces,.
La précédente série d'Eguchi, Susume!! Pirates (すすめ!!パイレーツ), s'étant souvent créée dans l'urgence, l'auteur débute Stop!! Hibari-kun! en élevant ses exigences artistiques et en prenant plus de temps pour dessiner ses chapitres. De plus, Eguchi était très regardant sur l'apparence de ses originaux, n'utilisant jamais de correcteur liquide afin de corriger les erreurs. Au cours de la prépublication, Eguchi a de plus en plus de difficultés pour maintenir le rythme de réalisation des chapitres,, le conduisant à mettre la série en pause de manière fréquente et confesser plus tard que « dessiner de manière hebdomadaire n'est pas possible pour un être humain ». De plus, le rédacteur en chef du Weekly Shōnen Jump de l'époque, Shigeo Nishimura, refuse sa demande de publier les chapitres toutes les deux semaines,. Lorsqu'Eguchi dû réaliser le dernier chapitre prépublié, il en finalise le storyboard mais n'en réalise que les deux tiers, ne dessinant pas les cinq dernières pages,. Après avoir soumis le manuscrit du chapitre, Eguchi se réfugie dans un hôtel et s'isole pendant une journée, ne sortant qu'après que Nishimura l'ait appelé pour lui dire qu'il ne pouvait plus s'occuper de lui sur une base hebdomadaire. En conséquence, Eguchi abandonne la prépublication et le département éditorial décide d'arrêter la série,.

### Publication
Stop!! Hibari-kun! est prépublié dans le Weekly Shōnen Jump entre les numéros du 19 octobre 1981 et du 28 novembre 1983. Les chapitres sont publiés sous format tankōbon par Shūeisha en un total de quatre volumes sortis entre novembre 1982 et janvier 1984,. Inspiré par Katsuhiro Otomo, Eguchi se défendit contre le format imposé à l'époque pour les séries prépubliées dans le Weekly Shōnen Jump. Futabasha publie une nouvelle édition de la série en trois volumes en juillet 1991, puis une nouvelle fois en deux volumes en février 1995,. Shūeisha publie une nouvelle fois la série en quatre volumes sortis entre mai 2001 et juin 2001. Home-sha publie la série en deux volumes sortis en janvier 2004,. En 2007, Eguchi exprime le désir de continuer certaines de ses anciennes séries, tout en soulignant que donner une suite à Stop !! Hibari-kun ! serait difficile.
À partir de 2009, Eguchi commence à travailler avec Shōgakukan sur une édition intégrale de Stop !! Hibari-kun !, comprenant plusieurs modifications apportées aux chapitres originaux ainsi qu'un nouveau dessin de couverture. Ne souhaitant pas achever la « Complete Edition » avec la fin inachevée, Eguchi retrouve le storyboard du chapitre final et s'en sert de base pour dessiner les cinq dernières pages omises 27 ans plus tôt,. Shōgakukan publie la Complete Edition en trois volumes sortis entre juillet 2009 et février 201,. Shōgakukan publie à nouveau la série en trois volumes sortis entre mai et juillet 2012,,. En 2010, Eguchi déclare ne pas écarter la possibilité de donner une suite à la série, mais qu'elle sera probablement réalisée sous un autre titre que Stop !! Hibari-kun !.
En France, la série est publiée par Le Lézard noir suivant l'édition en trois volumes de Shōgakukan avec un premier volume sorti le 22 novembre 2018.

## Série télévisée d'animation
Une série télévisée d'animation de 35 épisodes produite par Toei Animation et réalisée par Takashi Hisaoka est diffusée entre le 30 mai 1983 et le 27 janvier 1984 sur Fuji Television. Le scénario est écrit par Shigeru Yanagawa, Tokio Tsuchiya, Hiroshi Toda, Tomomi Tsutsui, Takeshi Shudo et Yumi Asano. Le character design de la série est réalisé par Yoshinori Kanemori et la musique composée par Kōji Nishimura. Le générique d'ouverture, Stop!! Hibari-kun! (ストップ!! ひばりくん!), et interprété par Yuki Yukino et celui de fin, Kongara Connection (コンガラ・コネクション), est interprété par Ai Hoshino.
La série est commercialisée par Universal J sous la forme de deux compilation de DVDsortis entre février et mars 2003,. Une édition intégrale commercialisée par TC Entertainment sort en septembre 2014.

## Analyse
Le psychologue Tamaki Saitō (en) décrit Stop !! Hibari-kun ! comme réalisant une « réalité étourdissante » avec le personnage d'Hibari, en opposant un « extérieur féminin à un intérieur masculin », considérant la série comme une « continuation de la lignée de perversion vestimentaire » des personnages travestis,. Le critique manga Haruyuki Nakano décrit Stop !! Hibari-kun ! comme un gag manga unique et exceptionnel, dans lequel l'auteur altère le cadre classique de la comédie romantique en faisant du personnage féminin, Hibari, un otokonoko et l'héritier d'une organisation Yakuza, attribuant cette combinaison gagnante au don d'Eguchi pour dessiner des filles non seulement mignonnes, mais également ayant du goût et du sex appeal. La touche délicate apportée au dessin du personnage d'Hibari la rend si attirante que certains lecteurs oubliaient qu'il s'agissait d'un manga comique.
Le critique manga Jyamao écrit dans le magazine Cyzo qu'en raison de son style léger et pop, aucune des indécences ou immoralités que le travestissement peut engendrer ne transparaît, ce qui, selon lui, est la raison pour laquelle l'anime a pu être diffusé aux heures de grande écoute. Jyamao note la nature plus extrême des gags entourant les personnages yakuzas en comparaison avec les blagues concernant le travestissement, et estime que certaines blagues telles que celles impliquant la drogue ne seraient plus aussi bien accueillies aujourd'hui. Le commentateur de manga Nobunaga Minami loue Eguchi pour avoir été un pionnier dans le dessin de personnages ayant un sens élevé de la mode dans Stop !! Hibari-kun !, ce qui, selon lui, a eu une influence sur la représentation de la mode dans le manga shōnen en général. L'attention d'Eguchi aux détails est également louée, comme le fait de dessiner Kōsaku portant des Chuck Taylor All-Stars.
The Guardian estime qu'Eguchi, notamment au travers de Stop !! Hibari-kun !, a contribué à ouvrir la voie au phénomène J-pop. Hiroyuki Asada, auteur de Letter Bee, déclare avoir admiré la sensibilité romanesque de Stop !! Hibari-kun ! lors de sa découverte de l'œuvre au collège, qui l'a influencé par la suite. Selon Eguchi, certaines personnes auraient commencé à se travestir après la lecture de Stop !! Hibari-kun !.

## Distinctions
En 2020, la traduction française d'Aurélien Estager remporte le Prix Konishi du Festival d'Angoulême 2020.